# Rangárþing ytra
Rangárþing ytra – gmina w południowej Islandii, rozciągająca się w kierunku północno-wschodnim od wybrzeża atlantyckiego pomiędzy ujściami rzek Þjórsá i Hólsá. Przebieg południowej granicy gminy wytyczają rzeka Eystri-Rangá oraz lodowce Tindfjallajökull i Mýrdalsjökull (jego północna część); wschodniej – lodowiec Torfajökull i górny bieg rzeki Tungnaá, natomiast północnej – dolny bieg Tungnaá i środkowy bieg Þjórsá. Gmina wchodzi w skład regionu Suðurland.

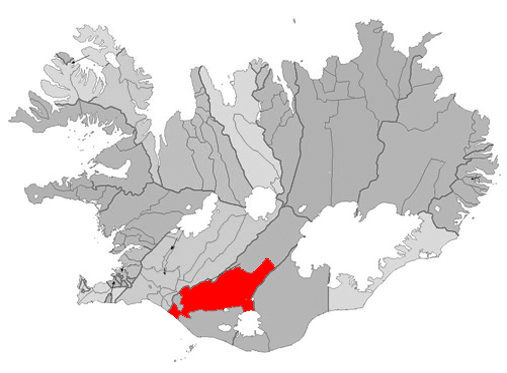
Położenie gminy Rangárþing ytra na mapie administracyjnej kraju

Zamieszkuje ją 1,6 tys. mieszk. (2015) – najwięcej w głównej miejscowości gminy Hella (861 mieszk.), przez którą przebiega droga krajowa nr 1. Mniejsze miejscowości w gminie to Rauðalækur (68 mieszk., 2018) i Byggðakjarni í Þykkvabæ (59 mieszk., 2018).
Gmina Rangárþing ytra powstała w 2002 roku z połączenia trzech gmin: Holta- og Landsveit, Djúpárhreppur i Rangárvallahreppur.
Gmina swoim zasięgiem obejmuje rozległe, niezamieszkane fragmenty interioru wyspy, w tym obszar geotermalny Fjallabak, w którym mieści się popularny w sezonie letnim obszar Landmannalaugar. Na terenie gminy znajduje się również znany islandzki wulkan Hekla (1491 m n.p.m.).